# Festival international du nouveau cinéma latino-américain de La Havane 2018
Le Festival international du nouveau cinéma latino-américain de La Havane 2018, la 40e édition du festival, se  déroule du 6 au 16 décembre 2018.

## Déroulement et faits marquants
Le film colombien Les Oiseaux de passage (Pájaros de verano) de Ciro Guerra et Cristina Gallego remporte le Grand Corail du meilleur film. Le prix spécial du jury est remis à trois films cubains : Inocencia de Alejandro Gil, Nido de mantis de Arturo Sotto et Insumisas de Fernando Pérez et Laura Cazador,.

## Jury

### Jury fictions
- Luis Puenzo (président du jury), réalisateur argentin
- Sergio Hernández, acteur chilien
- Jean-Christophe Berjon, critique français
- Jorge Fons, réalisateur mexicain
- Isabel Santos, actrice et réalisatrice cubaine
- Lúcia Murat, réalisatrice et productrice brésilienne

### Jury premiers films
- Laura Imperiale (présidente du jury), productrice mexicaine
- Frank Padrón, critique cubain
- Jean Jean, acteur et réalisateur cubain

## Sélection

### Compétition

#### Longs métrages de fiction
- Joel, une enfance en Patagonie (Joel) de Carlos Sorín  Argentine
- Sangre blanca de Bárbara Sarasola-Day  Argentine
- Rojo de Benjamín Naishtat  Argentine  Brésil
- L'Ange (El Ángel) de Luis Ortega  Argentine  Espagne
- Ausada de Gonzalo Tobal  Argentine  Mexique
- Ferrugem de Aly Muritiba  Brésil
- Domingo de Clara Linhart et Fellipe Barbosa  Brésil
- Tarde para morir joven de Dominga Sotomayor  Chili
- Niña errante de Rubén Mendoza  Colombie
- Les Oiseaux de passage (Pájaros de verano) de Ciro Guerra et Cristina Gallego  Colombie
- Inocencia de Alejandro Gil  Cuba
- Nido de mantis de Arturo Sotto  Cuba
- Insumisas de Fernando Pérez et Laura Cazador  Cuba
- Las niñas bien de Alejandra Márquez Abella  Mexique
- Museo de Alonso Ruizpalacios  Mexique
- Cómprame un revólver de Julio Hernández Cordón  Argentine
- Nuestro Tiempo (Nuestro tiempo) de Carlos Reygadas  Mexique
- La noche de 12 años de Álvaro Brechner  Uruguay  Argentine
- Belmonte de Federico Veiroj  Argentine
- Yo, imposible de Patricia Ortega  Venezuela  Colombie

## Palmarès

### Longs métrages de fiction
- Grand Corail du meilleur film : Les Oiseaux de passage (Pájaros de verano) de Ciro Guerra et Cristina Gallego.
- Prix spécial du jury (ex-æquo) : Inocencia de Alejandro Gil, Nido de mantis de Arturo Sotto et Insumisas de Fernando Pérez et Laura Cazador.
- Corail du meilleur réalisateur : Carlos Reygadas pour Nuestro Tiempo (Nuestro tiempo).
- Corail du meilleur scénario : Carlos Sorín pour Joel, une enfance en Patagonie (Joel).
- Corail de la meilleure actrice : Ilse Salas pour son rôle dans Las niñas bien.
- Corail du meilleur acteur : Lorenzo Ferro pour son rôle dans L'Ange (El Ángel).
- Prix de la meilleure photographie :
- Prix du meilleur son :
- Prix de la meilleure musique :
- Prix de la meilleure direction artistique :

### Premiers films
- Meilleur premier film : Retabl, de Álvaro Delgado-Aparicio.
- Prix spécial du jury :
- Meilleur contribution artistique :